# جامعة القاضي عياض
جَامِعَةُ القَاضِي عِيَاض جامعة مغربية تقع في مدينة مراكش تأسست عام 1978. وتنضوي تحتها مؤسسات التعليم العالي في مراكش وقلعة السراغنة والصويرة وآسفي. احتلت جامعة القاضي عياض الرتبة الأولى وطنيا ومغاربيا بحسب تصنيف مركز روفوروم.

## عن الجامعة
تأسست جامعة القاضي عياض بمراكش عام 1978، وهي مؤسسة حديثة نسبيا، ورغم تاريخها القصير إلا أنها أصبحت إحدى الجامعات الكبرى في المغرب. نمت بشكل كبير منذ تأسيسها، وزاد أعداد طلابها بشكل كبير في أوائل عام 2010.
تتكون الجامعة من 13 مؤسسة أكاديمية، يقع معظمها في مراكش. خارج مراكش تقع كلية التكنولوجيا بالصويرة، والمركز الجامعي بقلعة السراغنة، ومدارس التكنولوجيا والعلوم المتعددة التخصصات والتطبيقية بآسفي.
في حين أن عدد الأماكن المادية في الجامعة مستمر في النمو، طورت جامعة القاضي عياض بمراكش أيضًا برنامج للتعليم الإلكتروني، حيث تقدم عددًا من الدورات عبر الإنترنت وتساعد على زيادة الوصول إلى التعليم لبعض المناطق الأكثر فقرًا في المغرب. ومع برنامج التعليم الإلكتروني، ارتفع عدد الطلاب المسجلين حاليا في جامعة القاضي عياض بمراكش بشكل ملحوظ.
يعد البحث العلمي مصدر فخر كبير للجامعة، ومع وجود أكثر من 1400 أستاذ باحث و146 منشأة بحثية، أصبحت الجامعة مركزًا علميًا وتكنولوجيًا رائدًا في المغرب. تضم الجامعة مشروع MOSS الذي تديره شراكة فرنسية مغربية سويسرية، هو مرصد مرتبط بالجامعة في جبال الأطلس. كان هذا المشروع مسؤولاً عن اكتشاف مذنبين رئيسيين وجسم قريب من الأرض، مما عزز مكانة الجامعة.

## الكليات والمعاهد
تضم جامعة القاضي عياض الكليات والمعاهد التالية:

### مراكش
1. كلية الطب والصيدلة
2. كلية العلوم بجامعة القاضي عياض
3. كلية الآداب والعلوم الإنسانية
4. كلية العلوم القانونية والاقتصادية والاجتماعية
5. كلية العلوم والتقنيات
6. كلية اللغة العربية
7. المدرسة الوطنية للعلوم التطبيقية
8. المدرسة الوطنية للتجارة والتسيير
9. المدرسة العليا للأساتذة

### آسفي
1. كلية متعددة التخصصات
2. المدرسة العليا للتكنولوجيا
3. المدرسة الوطنية للعلوم التطبيقية

### الصويرة
1. المدرسة العليا للتكنولوجيا

### قلعة السراغنة
1. المركز الجامعي المتعدد التخصصات

## علم الفلك
كجزء من مشروع المغرب Oukaimeden Sky Survey OSS ، اكتشفت جامعة مراكش مذنبين كبيرين وجسم قريب من الأرض. سميت الكويكب (200020) 2007 NQ3 على اسم قاضي عياد. كان أول اكتشاف هو المذنب P / 2011 W2 (Rinner الذي تم في 25 نوفمبر 2011 باستخدام تلسكوب 500 مم من مرصد Oukaimeden. تم اكتشاف المذنب الثاني المسمى C / 2012 CH 17 MOSS في 13 فبراير 2011. تم اكتشاف كويكب قريب من الأرض خلال ليلة 15-16 نوفمبر 2011 باستخدام تلسكوب مشروع MOSS.
تم اكتشاف مذنب ثالث رسميًا في يناير 2013 وتم تسميته P / 2013 CE 31 ثم تم ترقيمه تحت التصنيف النهائي 281P / MOSS.

## الجوائز التقديرية
تم تصنيفها من قبل Times Higher Education من بين أفضل 100 جامعة في العالم أقل من 50 عامًا. في عام 2016، احتلت المرتبة 23 من قبل US News & World Report في التصنيف الإقليمي للجامعات العربية لعام 2016.
في عام 2020، فازت هاجر مصنف المعلمة الخبيرة في الذكاء الاصطناعي بجامعة القاضي عياض بالجائزة الأولى في فئة «جائزة شمولية الذكاء الاصطناعي العالمية» من جائزة "Women Tech".

## خريجو الجامعة
- عبد الله تركماني

## وصلات خارجية
- بوابة جامعة القاضي عياض
- [www.lern.uca.ma]